# Ring belge R25
Pour les articles homonymes, voir R25.
Le ring belge R25 est un contournement autour de la ville d'Aarschot. Il fait un tour quasiment complet autour de la ville sauf au sud.

## Tracé
Il commence en prolongeant la Chaussée de Sint-Joris-Winge. Il croise la Chaussée de Louvain une centaine de mètres plus loin. Le tronçon le plus à l'ouest se termine et mène à un carrefour giratoire avec une pile Energizer dessus comme décoration. Le contournement continue et possède plusieurs croisements mineurs jusqu'à la Chaussée de Lierre et à la Chaussée d'Herselt. Là, la route se rétrécit et forme une bretelle qui part à l'est jusqu'à la Chaussée de Langdorp. À un kilomètre de là, le contournement se termine par un échangeur où la route est prolongée par la Chaussée de Diest.